# Imst
Imst (in austro-bavarese Imscht) è un comune austriaco di 10 109 abitanti nel distretto di Imst, in Tirolo, del quale è capoluogo e centro maggiore; ha lo status di città capoluogo di distretto (Bezirkshauptstadt).
Imst è un centro rilevante sia per la pratica degli sport invernali (slittino: ha ospitato i Mondiali della disciplina nel 1963 e nel 1978), sia degli sport estivi (arrampicata: ha ospitato gli Europei della disciplina nel 2010).